# Anonconotus
Anonconotus is een geslacht van rechtvleugeligen uit de familie sabelsprinkhanen (Tettigoniidae). De wetenschappelijke naam van dit geslacht is voor het eerst geldig gepubliceerd in 1878 door Camerano.

## Soorten
Het geslacht Anonconotus omvat de volgende soorten:
- Anonconotus alpinus Yersin, 1858
- Anonconotus apenninigenus Targioni-Tozzetti, 1881
- Anonconotus baracunensis Nadig, 1987
- Anonconotus ghilianii Camerano, 1878
- Anonconotus italoaustriacus Nadig, 1987
- Anonconotus ligustinus Galvagni, 2002
- Anonconotus mercantouri Galvagni & Fontana, 2003
- Anonconotus pusillus Carron & Sardet, 2002
- Anonconotus sibyllinus Galvagni, 2002